# World Steel Association
La World Steel Association (en inglés, Asociación Mundial del Acero), a menudo abreviado como worldsteel, es la asociación internacional de la industria del hierro y del acero. La asociación representa a más de 160 productores de acero (incluyendo 9 de las 10 mayores empresas), a asociaciones industriales nacionales y regionales, y a los institutos de investigación del acero. Sus miembros representan cerca del 85% de la producción mundial del insumo.
El objetivo de la asociación es promover al acero y su industria a los clientes, a los medios de comunicación y al público en general.
La worldsteel es una organización sin fines de lucro con sede en Bruselas, Bélgica. Cada año publica una lista de las mayores compañías productoras del rubro. 

## Composición
Para poder ser miembro regular, la empresa debe producir al menos 1,8 millones de toneladas de acero y funcionar como empresas comerciales independientes.

## Historia
La Asociación Mundial del Acero fue fundada como el International Iron and Steel Institute (IISI, en inglés, Instituto Internacional del Hierro y el Acero) en Bruselas, Bélgica el 10 de julio de 1967. En abril de 2006, el IISI abrió una segunda oficina en Pekín, China. La organización cambió su nombre a la Asociación Mundial del Acero en octubre de 2008.
- Datos: Q2651277